# 820-й отдельный разведывательный артиллерийский дивизион
820-й отдельный  разведывательный артиллерийский дивизион Резерва Главного Командования — воинское формирование Вооружённых Сил СССР, принимавшее участие в Великой Отечественной войне.
Сокращённое наименование — 820-й орадн РГК.

## История
Сформирован 9 апреля 1942 года  на базе радн 151-го  апап Уральского военного округа.
В действующей армии с 9.10.1942 по 15.06.1944.
В ходе Великой Отечественной войны вёл артиллерийскую разведку в интересах артиллерии объединений и артиллерийских соединений Ленинградского фронта.
16 июня 1944 года в соответствии с приказом НКО СССР от 16 мая 1944 года №0019 «Об усилении армий артиллерийскими средствами контрбатарейной борьбы», директивы заместителя начальника Генерального штаба РККА от 22 мая 1944 г. №ОРГ-2/476 820-й орадн обращён на укомплектование 81-й пабр 8-й армии Ленинградского фронта .

## Состав
до декабря 1942 года
- Штаб
- Хозяйственная часть
- батарея звуковой разведки (БЗР)
- батарея топогеодезической разведки (БТР)
- батарея оптической разведки (БОР)
- фотограмметрический взвод (ФГВ)
- артиллерийский метеорологический взвод (АМВ)
- хозяйственный взвод

с декабря 1942 года
- Штаб
- Хозяйственная часть
- 1-я батарея звуковой разведки (1-я БЗР)
- 2-я батарея звуковой разведки (2-я БЗР
- батарея топогеодезической разведки (БТР)
- батарея оптической разведки (БОР)
- фотограмметрический взвод (ФГВ)
- хозяйственный взвод

с октября 1943 года
- Штаб
- Хозяйственная часть
- 1-я батарея звуковой разведки (1-я БЗР)
- 2-я батарея звуковой разведки (2-я БЗР)
- батарея топогеодезической разведки (БТР)
- взвод оптической разведки (ВЗОР)
- фотограмметрический взвод (ФГВ)
- хозяйственный взвод

## Подчинение
| Дата                | Фронт               | Армия         | Корпус  | Дивизия  | Бригада | Примечания |
| ------------------- | ------------------- | ------------- | ------- | -------- | ------- | ---------- |
| 9.10.42 -30.12.42г. | Ленинградский фронт | 55-я армия    | -       | -        | -       | -          |
| 1.01.43 -3.10.43г   | Ленинградский фронт | -             | -       | 28-я ад  | -       | -          |
| 10.10.43 -1.02.44г  | Ленинградский фронт | 67-я армия    | -       | -        | -       | -          |
| 1.02.43 -30.03.44г  | Ленинградский фронт | 2-я уд. армия | 3-й акп | 18-я адп | -       | -          |
| 1.04.43 -1.06.44г   | Ленинградский фронт | Резерв фронта | 3-й акп | -        | -       | -          |

## Командование дивизиона
Командир дивизиона
- майор Пасько Яков Яковлевич

Начальник штаба дивизиона
- капитан Шиков Анатолий Петрович
- капитан Романов Борис Степанович

Заместитель командира дивизиона по политической части
- капитан Шафранов Владимир Николаевич

Помощник начальника штаба дивизиона
- ст. лейтенант Вертейко Николай Павлович

Помощник командира дивизиона по снабжению

## Командиры подразделений дивизиона
Командир БЗР
Командир БОР
Командир 1-й БЗР
- ст. лейтенант Яворовский Мечислав Антонович

Командир 2-й БЗР
- ст. лейтенант Якуба Василий Яковлевич

Командир БТР
- ст. лейтенант Андрианов Михаил Иванович
- ст. лейтенант Егоров Пётр Петрович

Командир ВЗОР
- ст. лейтенант Селиванов Леонид Ильич

Командир ФГВ
- лейтенант Савранский Лев Моисеевич